# Yare Santana
Yare Santana (Matanzas, Cuba, 11 de maig de 1993) es una actriu i model cubana coneguda per interpretar diverses produccions amb fama internacional com Como caídos del cielo, una producció de Netflix o Pasión de Gavilanes produïda per Telemundo.

## Biografia
Des de ben petita es va interessar per el món de l’art i a partir d'aqui va estudiar a l'Escola Nacional d’Arts Cubana, en la especialitat de teatre. En aquesta escola va començar a treballar com a professora des de l’any 2012 fins al 2015. En aquest mateix any ella va decidir anar a viure a Mèxic per estudiar al Centre d’Educació Artística de Televisa (CEA).

## Carrera professional
Als seus principis va participar en diverses obres teatrals del seu país natal com “La moza del Cántaro”, de Lope de Vega, ‘El rey Lear’, de Shakespeare, ‘Las cuñadas’, de Michel Tremblay, i ‘La Gaviota’, d'Antón Chejov.
A l’any 2011 va ser la protagonista d’una pel·lícula produïda per Netflix, on va interpretar a Jenny Infante. Després va continuar fent sèries i telenovel·les passant per La Reina soy Yo, El vuelo de la Victoria o Pasión de Gavilanes. En aquesta última interpreta a Gaby Reyes Elizondo, la filla de Franco i Sarita a la segona temporada juntament amb Jerónimo Castillo, el seu germà a la trama de la telenovela.

## Filmografia

### Televisió
| Any  | Telenovela                           | Personatge                         |
| ---- | ------------------------------------ | ---------------------------------- |
| 2011 | Santa María del porvenir             | Maripep                            |
| 2011 | Como dice el dicho                   |                                    |
| 2014 | Cuando el amor no alcanza            | Laritza                            |
| 2018 | Sin miedo a la verdad                | Lucía                              |
| 2019 | La reina soy yo                      | Silvana                            |
| 2019 | El Dragón: El regreso de un guerrero | Adri                               |
| 2019 | Se rentan cuartos                    | Estefanía Garza De la Garza "Stef" |
| 2019 | El vuelo de la Victoria              | Natalia                            |
| 2022 | Pasión de Gavilanes 2                | Gabriela Reyes Elizondo "Gaby"     |

### Cinema
| Any  | Película               | Personatge    | Paper       | Cadena  |
| ---- | ---------------------- | ------------- | ----------- | ------- |
| 2011 | Como caídos del cielo' | Jenny Infante | Protagónico | Netflix |